# Hadennia umbrina
Hadennia umbrina là một loài bướm đêm trong họ Noctuidae.